# Rentgenové záření

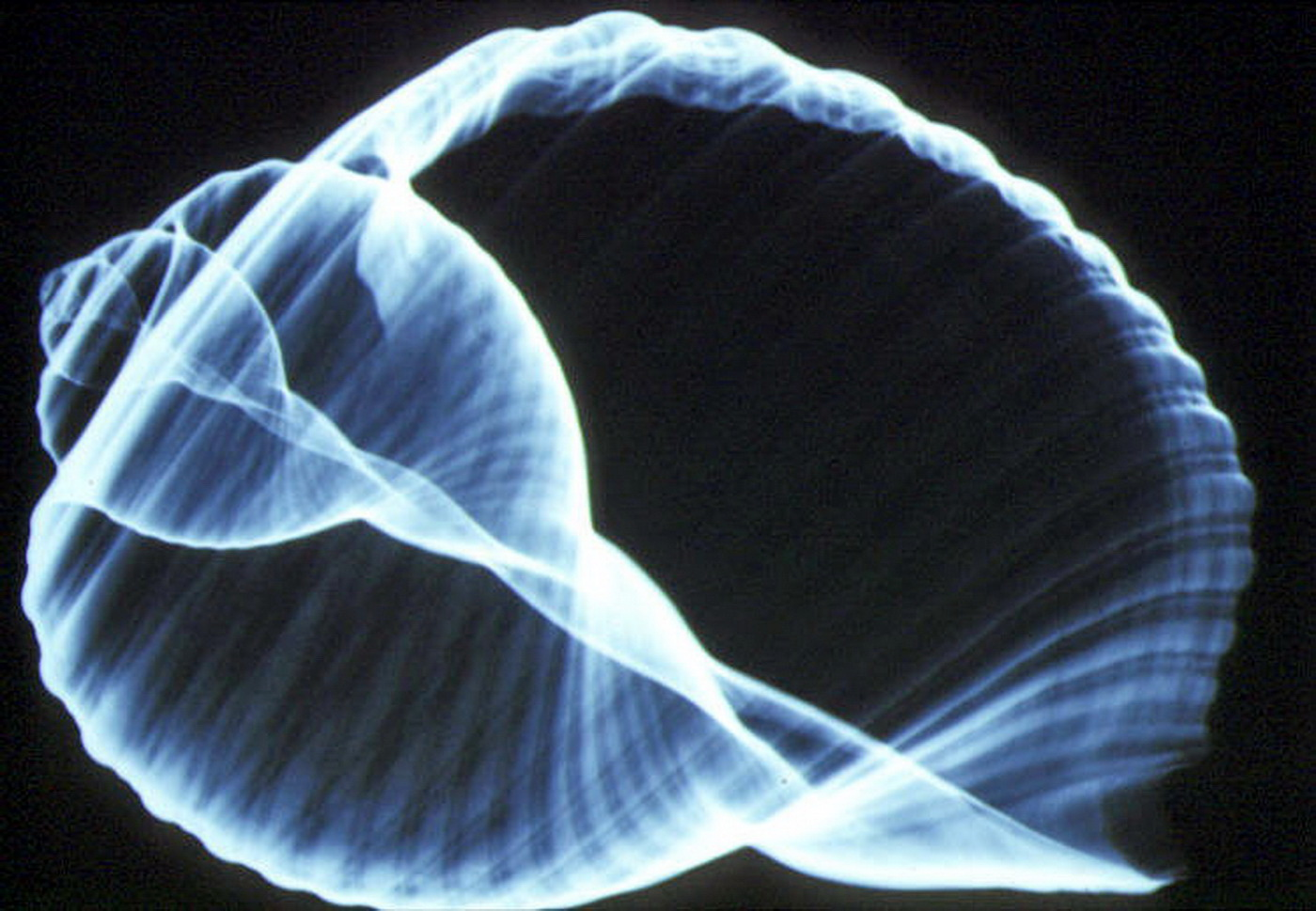
Rentgenový snímek ulity

Rentgenové záření (paprsky X nebo RTG, správně však záření X) je forma elektromagnetického záření o vlnových délkách 10 nanometrů až 1 pikometr. Využívá se především při lékařských vyšetřeních, v krystalografii, defektoskopii, optice, chemii nebo astronomii. Jedná se o formu ionizujícího záření. Rentgenové záření může být pro člověka nebezpečné při jednorázovém překročení dávky 100 mSv.

## Vlastnosti
Záření vlnové délky větší než 0,1 nm je nazýváno měkké rentgenové záření a kratší než 0,1 nm tvrdé rentgenové záření. Nejkratší vlnové délky mající nejvyšší hodnoty frekvence, tvoří nejenergičtější část rentgenového záření. Tato část se částečně překrývá s frekvenčním intervalem záření gama. 
Foton rentgenového záření vzniká při interakcích vysoce energického elektronu, kdežto záření gama při procesech uvnitř jádra atomu.
Rentgenové záření je též využíváno v analytické chemii. Částice látky jsou ionizovány rentgenovým zářením. Vzniklé sekundární rentgenové záření, které je charakteristické pro prvky, je analyzováno detektorem a přiřazeno konkrétním prvkům, ze kterých se analyzovaná látka skládá. Tato analytická metoda se nazývá rentgenfluorescenční spektroskopie.

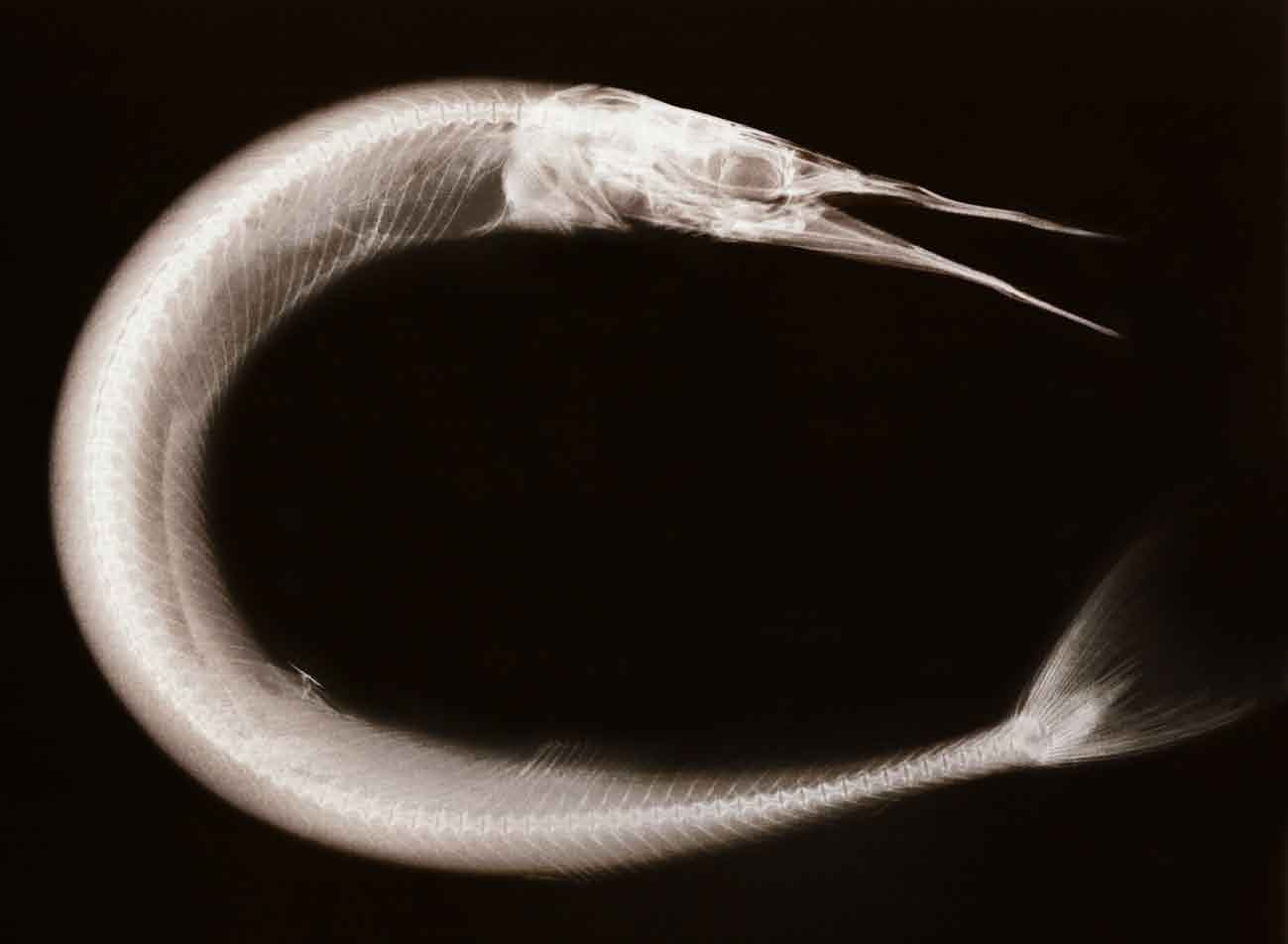
Peter Dazeley: výtvarná fotografie jehly mořské s využitím rentgenového záření

Rentgenové záření vzniká například v rentgence na principu katodového záření. Katodové záření vzniká v katodové trubici, tedy ve skleněné vakuované trubici se zabudovanou katodou a anodou. Při katodovém záření se elektrony z katody uvolní po jejím nažhavení a po vložení anodového napětí vylétnou z katody, prolétnou otvorem v anodě a dopadají za ni, kde způsobují světélkování skleněné stěny výbojové trubice. Rentgenka je typ výbojové trubice, kde katodové záření dopadá na kov s velkou relativní atomovou hmotností (např. wolfram) a v místě dopadu vzniká pronikavé rentgenové záření.
Zvláštností zejména tvrdšího rentgenového záření je, že se nedá zrcadlit běžnými zrcadly, ani usměrňovat pomocí skleněných čoček či ohýbat magnetickým polem jako katodové záření. Rentgenové záření je možno zrcadlit pouze tzv. úplným odrazem (totální reflexí), kdy se ale úhel dopadu blíží tečně. Tohoto se využívá při rentgenové mikroskopii (Schwarzschildova, Montelova, Kirkpatrick-Baezova či Wolterova optika).

## Typy rentgenového záření
Z hlediska vzniku existují dva typy rentgenového záření – tzv. brzdné rentgenové záření a charakteristické rentgenové záření.

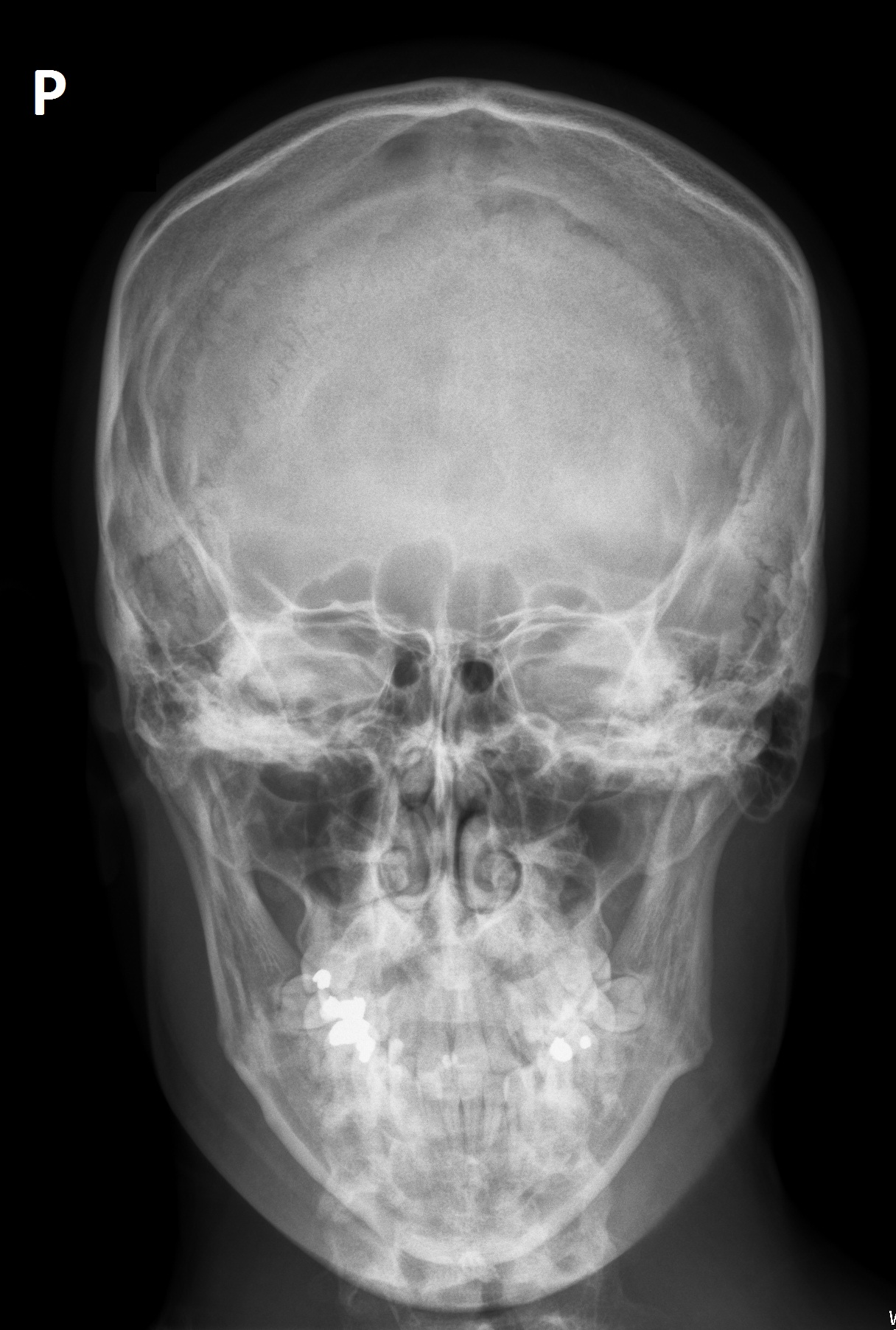
Zadopřední projekce lebky, snímkováno digitálním rentgenem.

### Brzdné rentgenové záření
Rychle letící elektrony se po dopadu na terč brzdí a dochází ke změně jejich dráhy. Energie, kterou elektrony při průchodu terčem ztratily, se vyzáří ve formě tzv. brzdného rentgenova záření. Toto záření je charakteristické širokým, spojitým energetickým spektrem. Čím je větší energie (rychlost) elektronů, tím tvrdší záření vzniká. Energie brzdného rentgenova záření nezávisí na materiálu terče (např. anody rentgenovy trubice), ale jen na rychlosti elektronů (tedy na velikosti napětí na anodě rentgenovy trubice). Elektrony ale mohou být urychleny i jiným způsobem – v urychlovačích částic např. v tzv. lineárním urychlovači, betatronu, mikrotronu, u nichž se dosahuje výrazně vyšších energii než u rentgenovy trubice. Energie záření se udává zpravidla v elektronvoltech (eV).
Brzdné rentgenové záření se používá v medicíně a v průmyslu v defektoskopii.

### Charakteristické rentgenové záření
Charakteristické rentgenové záření se používá v analytické chemii, protože jeho energie nezávisí na anodovém napětí, ale jen na materiálu anody. Takové rentgenové záření je charakteristické pro konkrétní prvek; jeho energie je tím vyšší, čím vyšší je protonové číslo materiálu anody. Rychle letící elektron v tomto případě odevzdá svou kinetickou energii elektronu vnitřní vrstvy elektronového obalu materiálu anody, až dojde k jeho excitaci nebo ionizaci. Následný návrat do základního energetického stavu je spojen s vyzářením fotonu charakteristického rentgenového záření.

## Lékařské využití

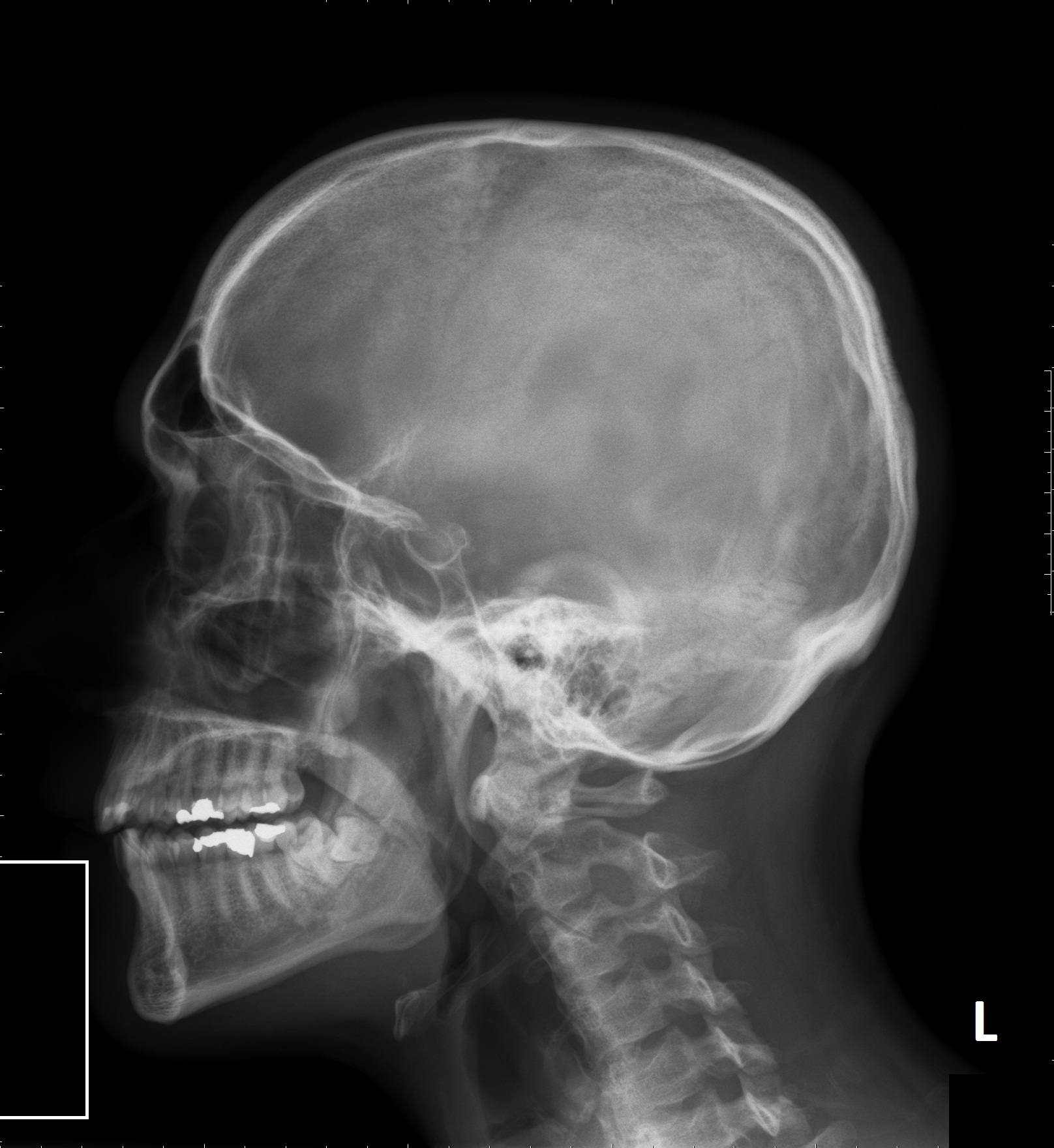
Boční projekce lebky (levá), snímkováno digitálním rentgenem

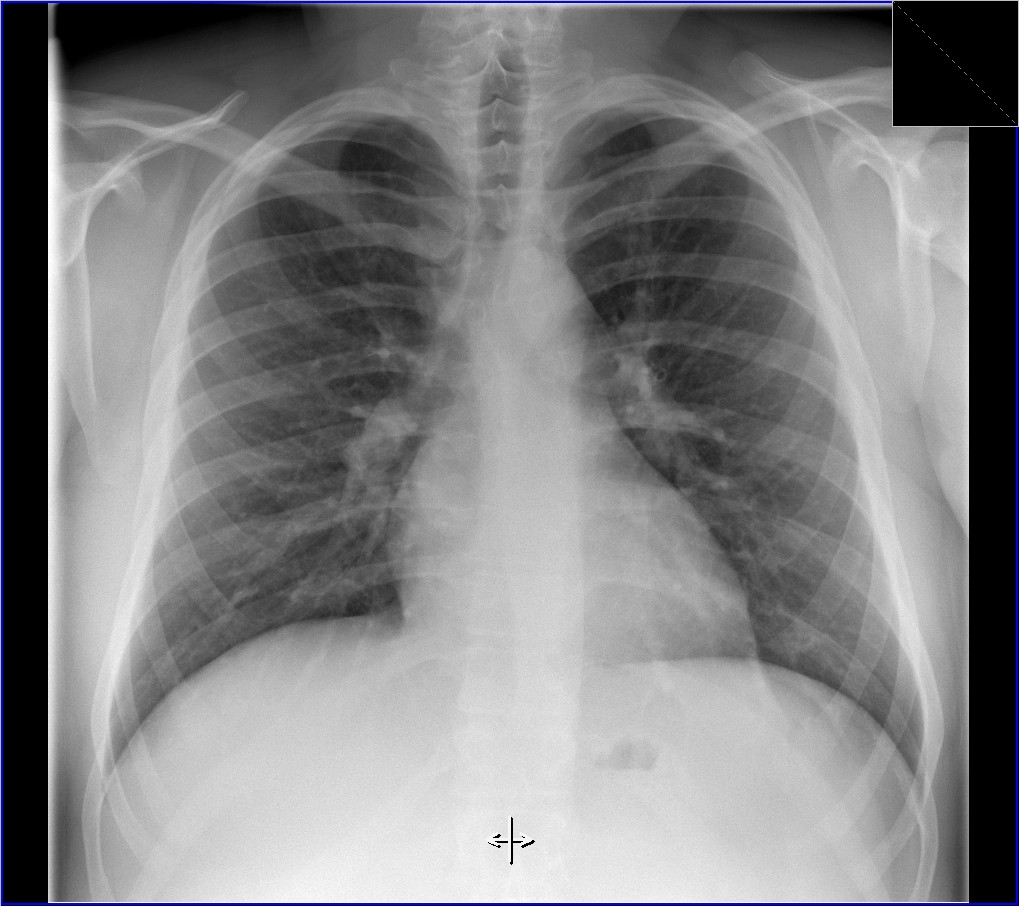
Rentgenový snímek plic muže.

Poté, co Röntgen objevil využití pro pozorování kostních struktur, se rozvinulo jeho užívání v lékařském snímkování (skiagrafie).
Rentgenové záření může být využito pro zobrazení detailů kostí a zubů, popřípadě za pomoci vhodných technik i ke zkoumání měkké tkáně (denzitografie, subtrakční skiagrafie, mamografie). Skiaskopie umožňuje kontinuální sledování rentgenového obrazu objektu.
Výpočetní tomografie (CT) vytváří plošné řezy daným objektem. Angiografii (zobrazování cév) lze uskutečnit i pomocí rentgenového záření. Zlepšení zobrazení tkání a orgánů lze docílit podáním kontrastní látky (nejčastěji jódové nebo baryové). Radiologie je specializovaný obor lékařství využívající rentgenového záření v diagnostice. Intervenční radiologie umožňuje nahradit či usnadnit chirurgický výkon pomocí zobrazovací techniky. Rentgenové záření nachází své uplatnění i v onkologii v rámci radioterapie.
Rentgenové záření se také používá při chirurgických úkonech v osteosyntéze při repozici zlomenin a při navigaci pro zavádění osteosyntetického materiálu.

## Využití

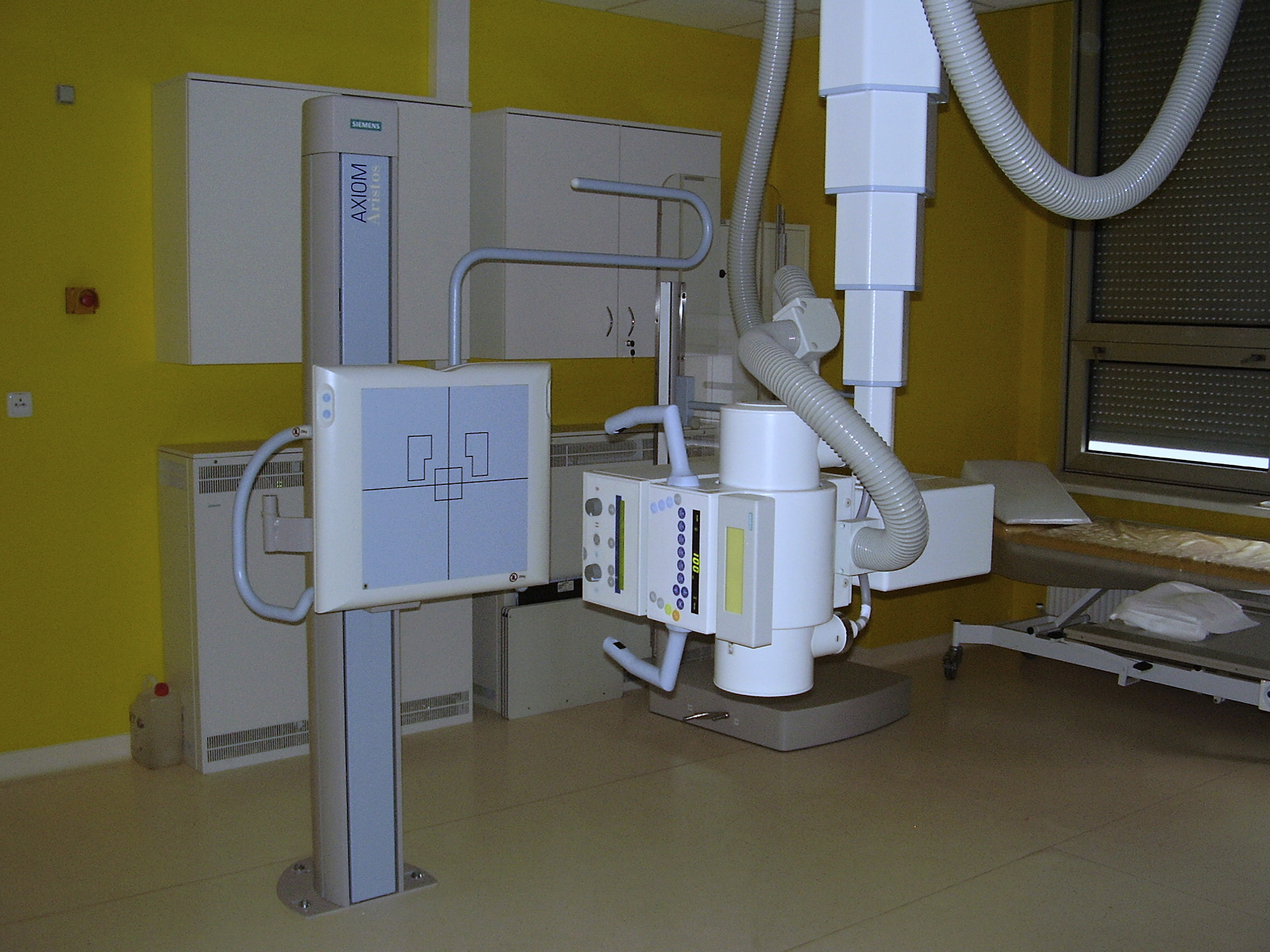
Digitální rentgenový přístroj

Lékařské záznamy rentgenového záření (CT) lze použít v biomechanice při tvorbě anatomických počítačových modelů lidských tkání vč. vyšetřování jejich struktury, hustoty a modulu pružnosti. Takto získané výsledky je možno použít také pro 3D tisk modelů orgánů či navržených implantátů. Podobné využití je také v paleontologii a archeologii při zkoumání struktury fosilií, mumií atp. Dalším cíleným zaměřením je také navigace lékařů při chirurgických úkonech (komplikované zlomeniny, vnitřní fixace, zevní fixace aj.).
- Příklad aplikace RTG záření v biomechanice<ref>FRYDRÝŠEK, Karel. Biomechanika 1. 1. vyd. Ostrava, Czech Republic: VSB – Technical University of Ostrava, Faculty of Mechanical Engineering, Department of Applied Mechanics, 2019. 461 s. ISBN 978-80-248-4263-9.</ref>
- Nehomogenní materiál, lidská tibie (zpracování CT snímků, separace kostní tkáně od měkkých tkání, tvorba CAD/MKP modelu v sw MIMICS a získané rozložení modulu pružnosti)
- Nehomogenní materiál, lidská tibie (zpracování CT snímků, separace kostní tkáně od měkkých tkání, tvorba CAD/MKP modelu v sw MIMICS a získané rozložení modulu pružnosti)

## Historie
V počátcích výzkumu rentgenového záření se uplatnilo mnoho významných vědců jako Ivan Puluj, sir William Crookes, Johann Wilhelm Hittorf, Eugene Goldstein, Heinrich Rudolf Hertz, Philipp Lenard, Hermann von Helmholtz, Nikola Tesla, Thomas Alva Edison, Charles Glover Barkla a Wilhelm Conrad Röntgen.
Fyzik Johann Wilhelm Hittorf (1824–1914) pozoroval vakuovou trubici vyzařující záření na záporné elektrodě. Toto záření způsobovalo při dopadu na stěnu trubice světélkování. Roku 1876 je Eugene Goldstein pojmenoval katodové záření. Později anglický fyzik William Crookes studoval výboje v řídkých plynech a zkonstruoval Crookesovu trubici, skleněnou trubici s elektrodami naplněnou zředěným plynem, v němž při přiložení vysokého stejnosměrného napětí dojde k výboji doprovázenému zářením. Když umístil neexponované fotografické desky nedaleko od trubice, na desce se objevily šmouhy, přestože tento efekt nechtěl zkoumat. Roku 1892 Heinrich Hertz demonstroval, že katodové záření může procházet velmi slabou kovovou překážkou (jako je hliníková destička). Philip Lenard, žák Heinricha Hertze, dále prozkoumával tento efekt. Vyvinul vlastní verzi katodové trubice a zkoumal průchod katodového záření rozličnými materiály. Přesto nezjistil, že se jedná o rentgenové záření.
V dubnu 1887 Nikola Tesla začal zkoumat rentgenové záření pomocí vysokého napětí, vakuových trubic vlastní konstrukce a Crookesových trubic. Z jeho technické dokumentace plyne, že vymyslel a vyrobil trubici s jedinou elektrodou, ostatní trubice na zkoumání rentgenového záření měly dvě elektrody. Roku 1897 výsledky shrnul ve své přednášce pro New York Academy of Sciences. Umožňuje to jev dnes známý jako brzdné záření, kdy při průchodu nabitých částic (nejčastěji elektronů) látkou vzniká druhotné rentgenové záření. Okolo roku 1892 Tesla provedl několik podobných experimentů, ale nezatřídil vzniklé produkty jako to, co dnes zveme rentgenové záření, namísto toho označil celý jev jako zářivou energii. Tesla své výsledky nezveřejnil. Jeho další experimenty ho vedly k varování vědecké komunity před biologickými riziky rentgenového záření.
Hermann von Helmholtz formuloval matematický popis rentgenového záření. Předpověděl disperzní teorii dříve než Röntgen provedl a zveřejnil své pokusy. Byla formulována na základě elektromagnetické teorie světla (Wiedmann's Annalen, Vol. XLVIII).
8. listopadu 1895 Wilhelm Conrad Röntgen, německý vědec, začal provádět a zaznamenávat experimenty s rentgenovým zářením ve vakuové trubici. Röntgen 28. prosince 1895 napsal předběžnou zprávu „O novém druhu paprsků“. Poslal ji do žurnálu Würzburské lékařské společnosti. Toto je první formální a veřejně známá kategorizace rentgenového záření. Röntgen o záření psal jako o "paprscích X" (rozdíl mezi slovy paprsek a záření je dán rozdílnými vlastnostmi světla), neboť šlo o doposud neznámé záření, avšak mnoho kolegů se domnívalo, že by se mělo jmenovat po Röntgenovi. Tak se stalo v mnoha jazycích, například češtině, dánštině (Røntgenstråling) či němčině (Röntgenstrahlen). Röntgen za své objevy obdržel vůbec první Nobelovu cenu za fyziku.
Roku 1895 Thomas Alva Edison zkoumal schopnost materiálů fluoreskovat, když jsou vystaveny rentgenovému záření, a zjistil, že nejlépe se osvědčil wolframan vápníku. Asi v březnu 1896 se fluoroskop, který vyvinul, stal standardem lékařských vyšetření rentgenovým zářením. Přesto Edison ukončil výzkum záření roku 1903, potom, co zemřel Clarence Madison Dally, jeden z jeho foukačů skla. Dally zkoušel trubice na svých rukou, čímž si přivodil jejich rakovinu. Obě ruce mu byly amputovány v marné snaze ho zachránit.
Vlivem rentgenového záření v oboru fotografie se zabýval rakouský chemik a vynálezce Josef Maria Eder. Poté, co bylo zveřejněno působení rentgenových paprsků na filmový materiál, začal Eder pracovat na výzkumu vylepšení citlivosti fotografického materiálu na rentgen.
Roku 1906 fyzik Charles Glover Barkla objevil rozptyl rentgenového záření v plynech a využil ho při zkoumání vlastností látek. Určil tak například počet elektronů v atomu uhlíku. Rovněž dokázal polarizovat rentgenové záření, čímž potvrdil, že má stejné vlastnosti jako viditelné světlo. Za své objevy získal roku 1917 Nobelovu cenu za fyziku.
Lékařské využití rentgenového záření (v oblasti ozařovací terapie) rozšířil John Hall-Edwards v Birminghamu (Anglie). Roku 1908 mu musela být amputována ruka v důsledku nádoru z ozáření.
V padesátých letech 20. století byl sestrojen rentgenový mikroskop.
Za vývoj CT, získali v roce 1979 Nobelovu cenu za fyziologii a lékařství Allan M. Cormack a Godfrey N. Hounsfield.